# 迪克森鎮區 (伊利諾伊州李縣)
迪克森鎮區（英語：Dixon Township）是位於美國伊利諾伊州李縣的一個行政鎮區。

## 地方資料
根據2010年美國人口普查的數據，迪克森鎮區的面積為78.60平方千米，當中陸地面積為75.40平方千米，而水域面積為3.20平方千米。當地共有人口17271人，而人口密度為每平方千米219.73人。